# 正三角帳塔反角柱
正三角帳塔反角柱為92種Johnson多面體(J22)中的其中一個，顧名思義，它可由一個正六角反角柱在一個底面上連接一底面大小相同的正三角帳塔(J3)接合而成。或者也可以將雙三角台塔反角柱(J44)截去一個正三角帳塔而得到。這92種Johnson立體最早在1966年由Johnson Norman命名並給予描述。

## 外部連結
- 埃里克·韦斯坦因. . MathWorld.
  - 埃里克·韦斯坦因. . MathWorld.